# Böblingen (distrito)
Böblingen é um distrito da Alemanha, na região administrativa de Estugarda, estado de Baden-Württemberg.

## Cidades e Municípios
- Cidades:

1. Böblingen
2. Herrenberg
3. Holzgerlingen
4. Leonberg
5. Renningen
6. Rutesheim
7. Sindelfingen
8. Waldenbuch
9. Weil der Stadt

- Municípios:

1. Aidlingen
2. Altdorf
3. Bondorf
4. Deckenpfronn
5. Ehningen
6. Gärtringen
7. Gäufelden
8. Grafenau
9. Hildrizhausen
10. Jettingen
11. Magstadt
12. Mötzingen
13. Nufringen
14. Schönaich
15. Steinenbronn
16. Weil im Schönbuch
17. Weissach